# Jerrie Cobb
Jerrie Cobb   (Norman, 5 de març de 1931 - Florida, 18 de març de 2019) va ser una pionera de l'aviació estatunidenca, participant del Programa Lovelace Woman in Space, íntegrament format per dones, que buscava seleccionar la primera generació d'astronautes en un programa d'entrenaments físics i psicològics al marge de la NASA.

## Primers anys
Filla d'un pilot militar, va ser extraordinàriament precoç; amb 16 anys ja participava en exhibicions aeronàutiques i amb només 18 anys va aconseguir una llicència de pilot comercial. Als 19 anys ja era professora de vol i als 21 transportava bombarders per tot el món. No obstant això, la greu discriminació sexual de l'època i el retorn de molts pilots de la Segona Guerra Mundial van limitar la seva progressió i va haver d'acceptar feines menys qualificades com la fumigació aèria de conreus. Malgrat tot, va guanyar rellevància quan va ser la primera dona en participar en el Saló de l'Aeronàutica de París i se la va guardonar amb el Premi Amelia Earhart. La Revista Life la va incloure en una llista dels 100 joves més importants del país.
Amb 28 anys ostentava un càrrec directiu a l'empresa Aero Commander i diversos records del món, i va ser contractada com a consultora pel programa espacial de la NASA.

## Mercury 13

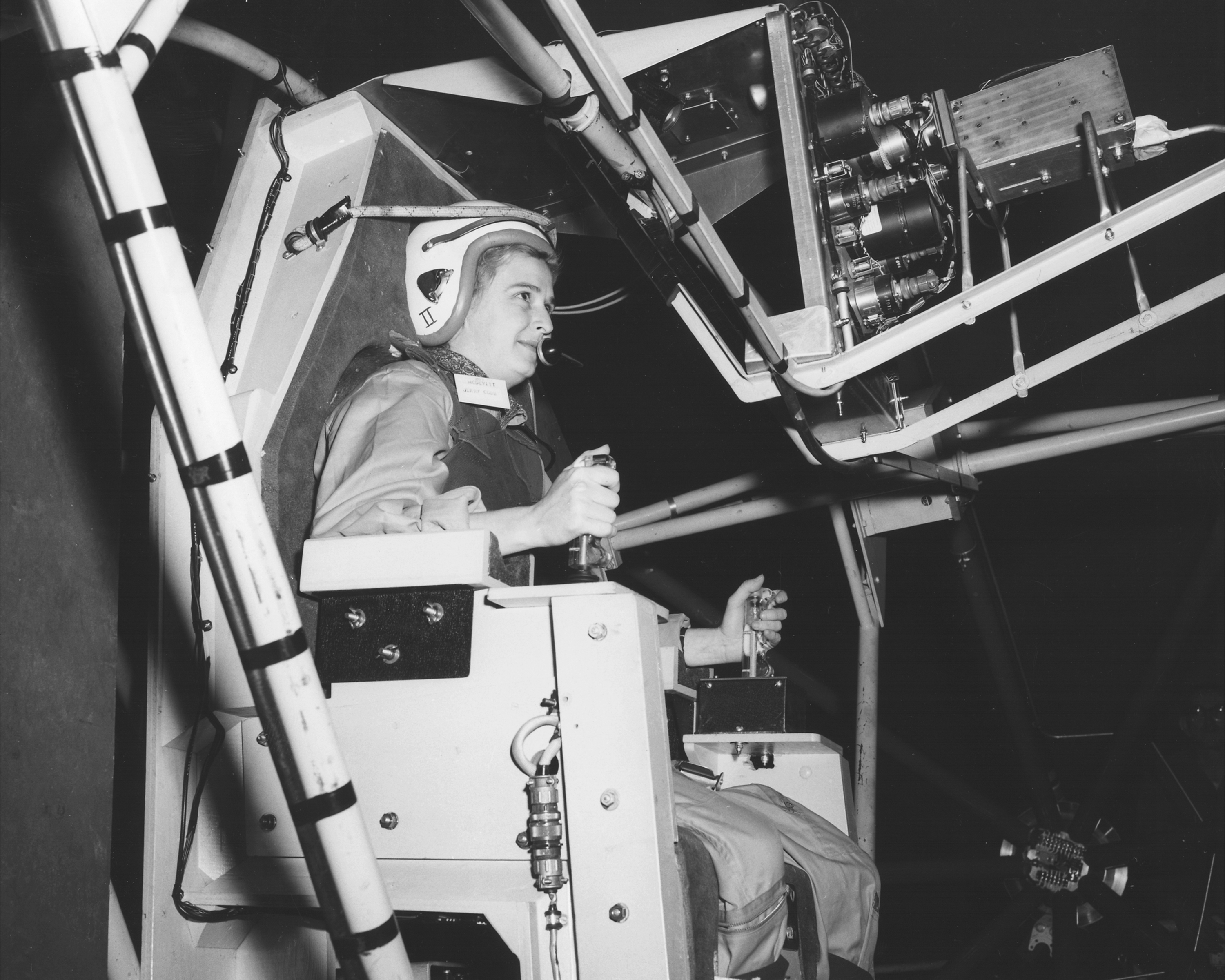
Cobb operant un simulador de pilotatge d'aeronaus (abril de 1960)

Cobb va formar part del Programa Lovelace Woman in Space, de selecció d'astronautes femenines per al Programa Mercury on va excel·lir en totes les proves físiques i psicològiques que també van haver de superar els seus companys masculins. Tot i això, atès que no es tractava d'un programa oficial de la NASA ni ella ni cap de les seves companyes, conegudes posteriorment com a Mercury 13, van ser seleccionades per convertir-se en astronautes. Tampoc va aconseguir els suports necessaris al Congrés perquè el programa espacial inclogués dones.
El 1962 va ser citada a testificar davant del Subcomitè de Selecció d'Astronautes, que investigava la discriminació sexual del programa. En aquest subcomitè l'astronauta John Glenn va argumentar que el fet que les dones no participessin en aquest camp "formava part de l'orde social" mentre que Cobb i la seva col·lega Jane Briggs Hart van demanar que les participants femenines del programa poguessin entrenar al costat dels homes. No obstant això, els requisits de la NASA exigien que els aspirants fossin pilots de proves de les forces aèries, entre els quals no hi havia cap dona. Liz Carpenter, assessora de l'aleshores vicepresident Lyndon Johnson va redactar una carta a l'administrador de la NASA James E. Webb on es posaven en dubte aquests requeriments, però Johnson es va negar a enviar-la.
El juny de 1963 la soviètica Valentina Tereixkova es convertiria en la primera dona en viatjar a l'espai. La primera estatunidenca en viatjar a l'espai va ser Sally Ride el 1983.

## Darrers anys

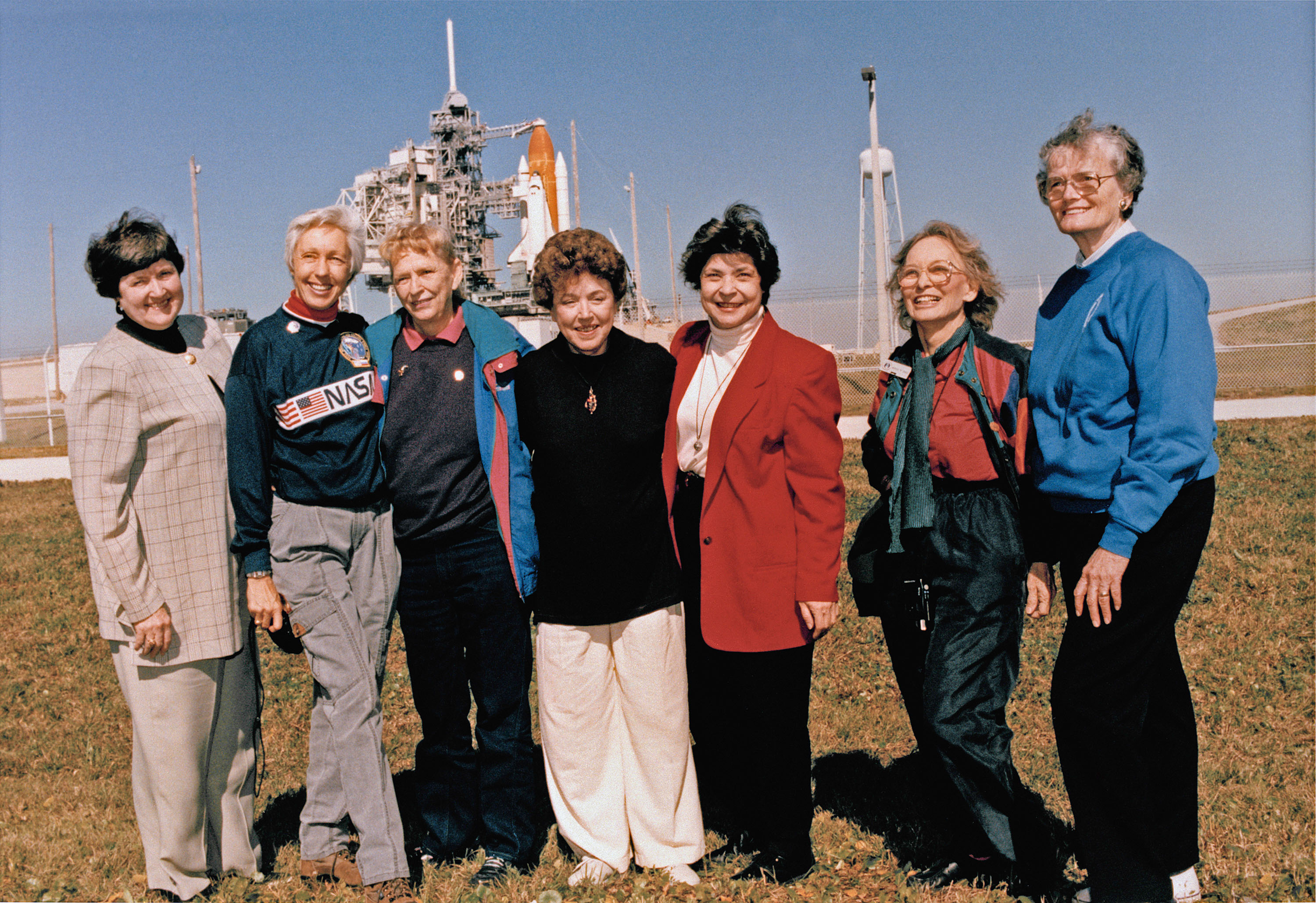
Part de l'equip Mercury 13 en un retrobament al Centre espacial John F. Kennedy el 1995 (Cobb és la tercera començant per l'esquerra)

Posteriorment, Jerrie Cobb va treballar en missions humanitàries a l'Amèrica llatina, transportant provisions s tribus indígenes i ajudant a traçar rutes aèries cap a zones remotes. Va obrir rutes comercials a través de la Serralada dels Andes i la selva amazònica i gràcies a la seva feina es va poder fer arribar provisions i medicines en zones que anteriorment es trobaven aïllades. En reconeixement de la seva tasca, va rebre guardons dels governs del Brasil, Colòmbia, Equador, França i el Perú. El 1981 va ser nominada per rebre el Premi Nobel de la Pau. Va seguir pilotant fins a una edat avançada.
El 1999 l'Organització Nacional de Dones va endegar una campanya per tal que la NASA l'enviés a l'espai juntament amb John Glenn com a part d'un programa per investigar els efectes de l'envelliment en els astronautes i reparar el greuge que havien comès tres dècades enrere. La mateixa Cobb, de 67 anys, creia que era necessari enviar-hi una dona d'edat avançada per comparar-ne els efectes entre gèneres i es veia com la candidata ideal ja que havia superat les mateixes proves que Glenn. No obstant això, la NASA no va acceptar la seva proposta i va declarar que no tenia intenció d'enviar més persones grans a l'espai.
Cobb va guanyar diversos premis a la seva vida, inclosos el Premi Harmon i les Ales d'Or de la Federació Aeronàutica Internacional. També forma part del National Aviation Hall of Fame. El 2018 va aparèixer en el documental Mercury 13, sobre el grup de dones que van superar el Programa Lovelace Woman in Space.
Va morir el 18 de març de 2019 amb 88 anys.